# Plasa Blaj
Plasa Blaj a fost o unitate administrativă în cadrul județului Târnava Mică (interbelic). Reședința de plasă se afla în orașul Blaj, care nu era inclus în plasă, fiind localitate urbană de sine stătătoare.

## Demografie
La recensământul din 1930 au fost înregistrați 45.896 locuitori, din care 33.202 români (72,3%), 6.932 germani (15,1%), 3.958 maghiari (8,6%) ș.a. Sub aspect confesional populația era alcătuită din 28.354 greco-catolici (61,8%), 7.350 evanghelici (16,0%), 5.748 ortodocși (12,5%), 2.640 reformați (5,8%), 809 romano-catolici (1,8%) ș.a.

## Materiale documentare

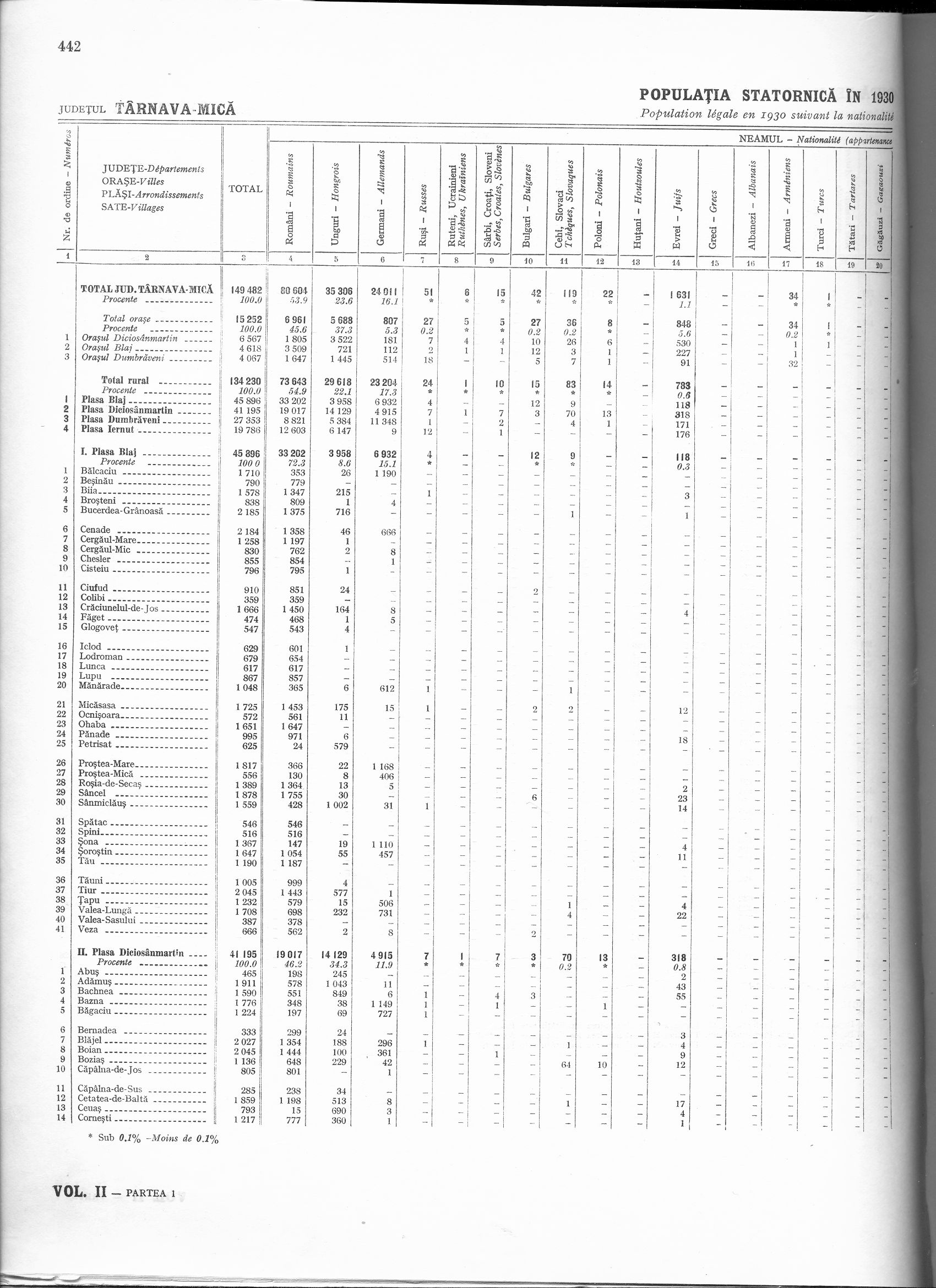
Datele aferente plășii Blaj la recensământul din 1930 (Etnii)
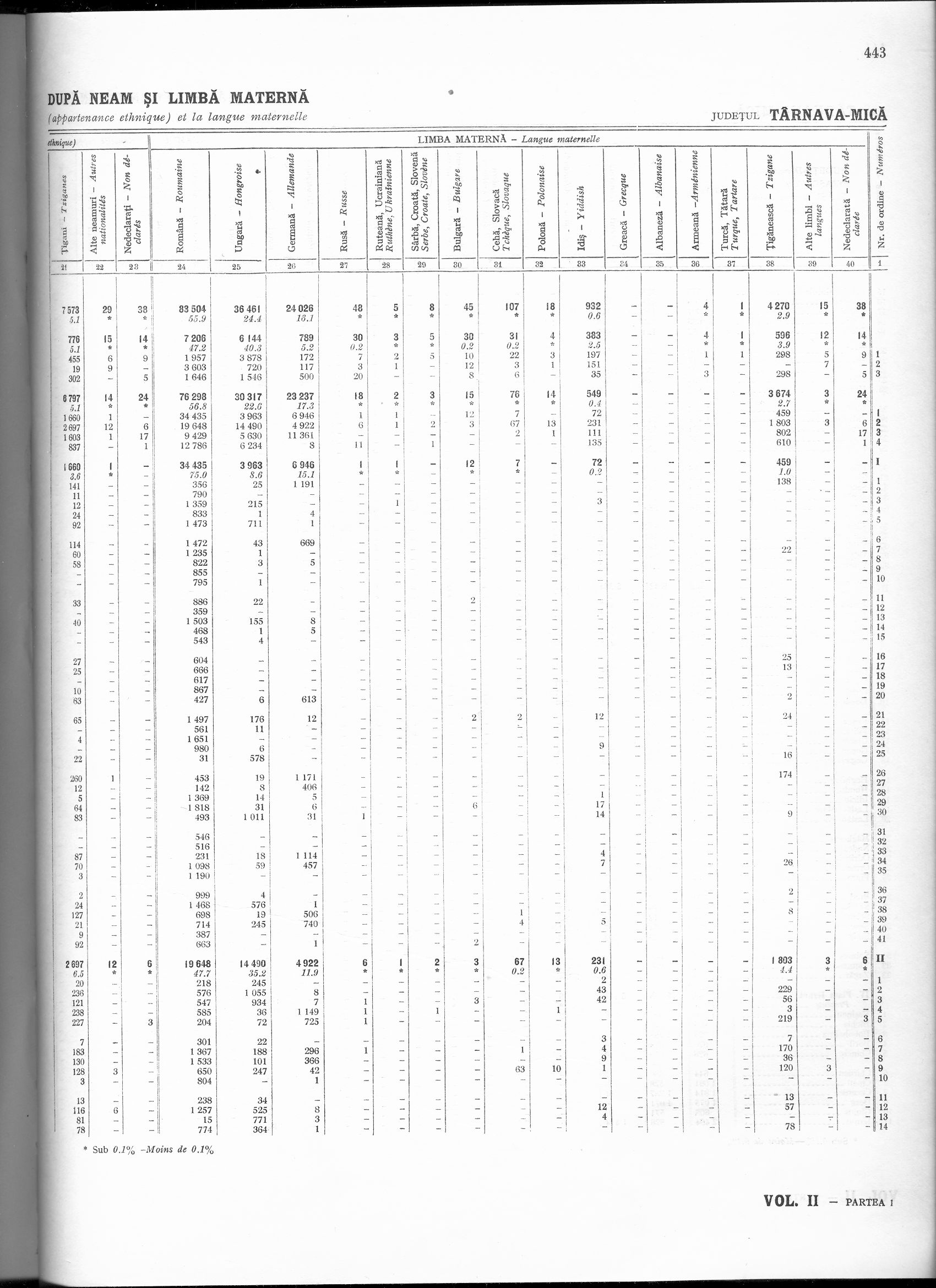
Datele aferente plășii Blaj la recensământul din 1930 (Etnii - continuare)
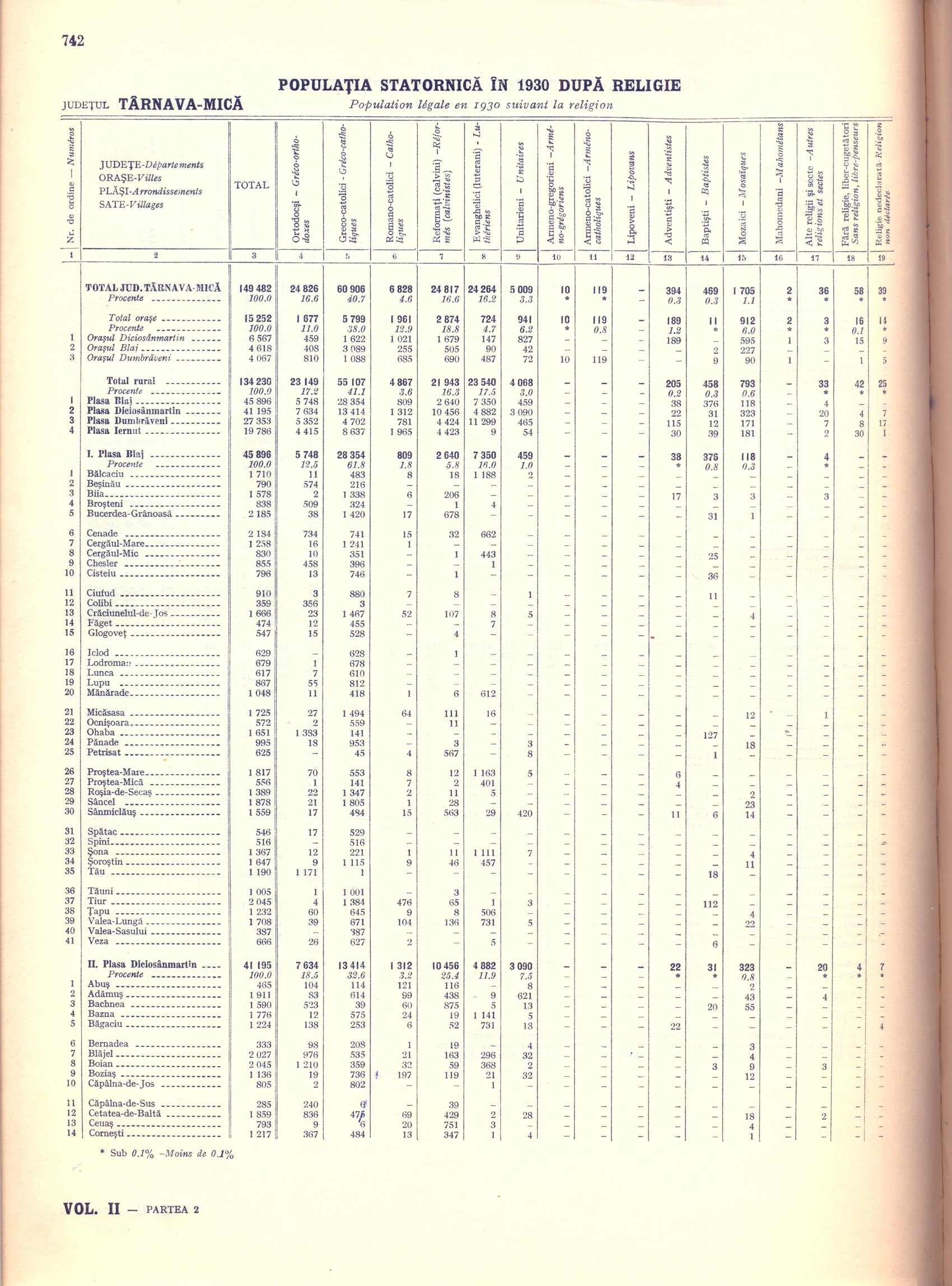
Datele aferente plășii Blaj la recensământul din 1930 (Confesiuni)